# Matt Thompson (produttore televisivo)
Matt Thompson (1971) è un produttore televisivo, sceneggiatore e regista statunitense.
È noto soprattutto per essere il produttore esecutivo della serie animata Archer di FX e FXX e co-creatore, insieme a Adam Reed, delle serie animate Sealab 2021 e Frisky Dingo di Adult Swim.

## Biografia
Appassionato di fumetti fin da giovane età, Matt Thompson riuscì a farsi assumere come assistente alla produzione nel reparto on-air di Cartoon Network nel 1994. Qui conobbe il suo futuro partner creativo Adam Reed, permettendo loro di creare promozioni e piccole intersezioni tra i programmi. Nello stesso anno, Thompson e Reed hanno creato il programma contenitore High Noon Toons per Cartoon Network. Mentre lavoravano alla serie, i due erano soliti ubriacarsi e alla fine furono rimproverati per aver dato fuoco a degli oggetti di scena. Thompson e Reed hanno continuato a lavorare insieme per Carrot Top's AM Mayhem, tuttavia a loro non piaceva e i due continuavano a proporre il loro episodio pilota di Sealab 2021. Con i dirigenti televisivi che volevano che continuassero AM Mayhem, i due rifiutarono Sealab 2021 e decisero di andare a New York con lo scopo di lavorare per altri programmi televisivi.
Nel 1998 ha lavorato come assistente del direttore e coproduttore in un episodio di Secrets of War.

### Dal 2000 al 2009
Nel 2000 il pitch pilot di Sealab 2021 è stato accettatto dai dirigenti di Cartoon Network, che spostarono la serie sul programma contenitore Adult Swim, andando in onda per quattro stagioni dal 2001 al 2005. Durante lo sviluppo di Sealab 2021, Thompson e Reed formarono lo studio di animazione 70/30 Productions. Il nome dell'azienda deriva dal piano che Thompson avrebbe eseguito sulle serie: il 70% della produzione e il 30% della scrittura e viceversa con Reed.
Nel 2004, Thompson ha co-sceneggiato lo special televisivo Anime Talk Show, nel quale ha continuato a doppiare il personaggio Sharko di Sealab 2021. Tra il 2005 e il 2006 ha prestato la voce originale di Producer Man, noto anche come Talent Scout, nella serie animata 12 oz. Mouse.
In seguito alla cancellazione di Sealab 2021, Thompson e Reed hanno creato Frisky Dingo, trasmesso su Adult Swim dal 2006 al 2008 e generando uno spin-off intitolato The Xtacles. Nel 2009, Reed e Thompson chiusero 70/30 Productions e formarono la Floyd County Productions per produrre il nuovo progetto di Reed, la serie animata Archer di FX. Archer ricevette recensioni positive dalla critica e vinse numerosi premi, tra cui tre Primetime Emmy Awards e quattro Critics' Choice Awards. La serie ricevette anche 15 nomination agli Annie Award, tra gli altri, per risultati eccezionali in animazione, scrittura, regia e doppiaggio.

### Dal 2010
Dopo la fondazione di Floyd County Productions, Thompson e Reed hanno trasformato l'azienda da un piccolo studio di otto persone in una delle case di animazione più competitive e ambite del settore, sviluppando una programmazione esclusiva e contenuti per altri media tra cui Atlanta, Legion, Fargo, Golia e C'è sempre il sole a Philadelphia.
Tra il 2019 e il 2020, Thompson ha lavorato come regista nella serie antologica Cake di FXX e nel suo spin-off Dicktown dal 2020 al 2022. Nel 2021 ha diretto il lungometraggio America: il film.

## Filmografia

### Produttore
- High Noon Toons – serie animata (1994-1995)
- Sealab 2021 – serie animata, 53 episodi (2000-2005)
- Frisky Dingo – serie animata, 25 episodi (2006-2008)
- The Xtacles – serie animata, 2 episodi (2008)
- Archer – serie animata, 77 episodi (2009-2016)
- Unsupervised – serie animata, 10 episodi (2012)
- Chozen – serie animata (2014)
- Archer, P.I. – videogioco (2017)
- America: il film, regia di Matt Thompson (2021)

### Sceneggiatore
- High Noon Toons – serie animata (1994-1995)
- Sealab 2021 – serie animata, 53 episodi (2000-2005)
- Anime Talk Show – speciale televisivo (2004)
- Frisky Dingo – serie animata, 25 episodi (2006-2008)
- The Xtacles – serie animata, 2 episodi (2008)
- Archer – serie animata, 2 episodi (2010)

### Regista
- Sealab 2021 – serie animata, 53 episodi (2000-2005)
- Frisky Dingo – serie animata, 25 episodi (2006-2008)
- The Xtacles – serie animata, 2 episodi (2008)
- Cake – serie televisiva, 22 episodi (2019-in corso)
- Archer – serie animata, 3 episodi (2020-in corso)
- Dicktown – serie animata, 20 episodi (2020-in corso)
- America: il film, regia di Matt Thompson (2021)

### Doppiatore
- High Noon Toons – serie animata (1994-1995)
- Sealab 2021 – serie animata, 13 episodi (2000-2005)
- Anime Talk Show – speciale televisivo (2004)
- 12 oz. Mouse – serie animata, 7 episodi (2005-2006, 2020)
- Frisky Dingo – serie animata, 15 episodi (2006-2008)
- The Xtacles – serie animata, 1 episodio (2008)
- Archer – serie animata, 1 episodio (2014)
- America: il film, regia di Matt Thompson (2021)

## Premi e riconoscimenti
Primetime Emmy Awards
- 2014 - Nomination come miglior programma d'animazione per Archer
- 2015 - Nomination come miglior programma d'animazione per Archer
- 2016 - Miglior programma d'animazione per Archer
- 2017 - Nomination come miglior programma d'animazione per Archer